# We Make You
WE MAKE YOU – pierwszy japoński minialbum południowokoreańskiej grupy Seventeen, wydany 30 maja 2018 roku przez Pledis Japan. Teledysk do głównego utworu z płyty, „CALL CALL CALL!”, ukazał się 16 maja.
Album został wydany w czterech edycjach: regularnej, dwóch limitowanych (A i B) oraz „CARAT Edition”. Osiągnął 2 pozycję w rankingu Oricon i pozostał na liście przez 34 tygodni, sprzedał się w nakładzie 152 403 egzemplarzy. Zdobył status złotej płyty.

## Lista utworów
| CD | CD                                             | CD         | CD                                    | CD                                          | CD      |
| Nr | Tytuł utworu                                   | Tekst      | Kompozycja                            | Aranżacja                                   | Długość |
| -- | ---------------------------------------------- | ---------- | ------------------------------------- | ------------------------------------------- | ------- |
| 1. | „CALL CALL CALL!”                              | Yu Shimoji | Woozi, Bumzu, Park Gi-tae             | Bumzu, Park Gi-tae                          | 3:21    |
| 2. | „Highlight -Japanese ver.-” (Performance Team) | Y.A        | Bumzu, Hoshi                          | Bumzu                                       | 3:48    |
| 3. | „Lean on You -Japanese ver.-” (Hip Hop Team)   | Y.A        | Bumzu                                 | Bumzu                                       | 3:26    |
| 4. | „20 -Japanese ver.-” (Vocal Team)              | Y.A        | Woozi, Won Young-heon, Dong Ne-hyeong | Won Young-heon, Dong Ne-hyeong              | 3:25    |
| 5. | „Love Letter -Japanese ver.-”                  | Y.A        | Woozi, Won Young-heon, Dong Ne-hyeong | Won Young-heon, Dong Ne-hyeong, CHOI MINSIK | 2:59    |

| DVD (wer. limitowana B) | DVD (wer. limitowana B)                                    | DVD (wer. limitowana B) |
| Nr                      | Tytuł utworu                                               | Długość                 |
| ----------------------- | ---------------------------------------------------------- | ----------------------- |
| 1.                      | „2016 ‘LIKE SEVENTEEN - Shining Diamond’ in Japan Concert” |                         |

## Notowania
| Lista                      | Pozycja |
| -------------------------- | ------- |
| Oricon Weekly Album Chart  | 2       |
| Oricon Yearly Album Chart  | 26      |
| Billboard Japan Hot Albums | 2       |